# Urosoziero (stacja kolejowa)
Urosoziero (ros. Уросозеро, krl. Urosjärvi) – stacja kolejowa w miejscowości Urosoziero, w rejonie siegieżskim, w Karelii, w Rosji. Położona jest na linii Wołchow - Murmańsk.